# Мрачные сказки прерий
«Мрачные сказки прерий» (англ. Grim Prairie Tales) — американский вестерн ужасов 1990 года, снятый режиссёром Уэйном Коу. Фильм-антология состоит из четырёх отдельных историй, рассказанных двумя путешественниками у костра в прериях.

## Сюжет
Городской клерк — Фарли Дидс, возвращающийся к своей жене, останавливается на ночлег в прерии и разводит костёр, чтобы согреться. К нему присоединяется проезжающий мимо с добычей «охотник за головами» — ковбой Моррисон. Для того чтобы скоротать холодную ночь, путешественники начинают рассказывать друг другу интересные истории. Первая — про старого ковбоя, который подвергся мести индейцев за осквернение места захоронения их предков. Вторая — про путешествующего молодого человека, повстречавшего на своём пути попавшую в беду беременную женщину, которая в действительности была женщиной-демоном. Третья — про семью переселенцев, отец которой вынужденно принимал участие в самосуде. Четвёртая — про соревнование лучших стрелков, после которого дух проигравшего стрелка начинает преследовать победителя. На утро Моррисон узнаёт, что приметы человека, которого он везёт на своей лошади, не совпадают с описанием преступника в ориентировке. Он скидывает ненужный груз с лошади и уезжает вместе с Дидсом.

## В ролях
- Джеймс Эрл Джонс — Моррисон
- Брэд Дуриф — Фарли Дидс
- Уилл Хейр — Ли Колби
- Марк Макклюр — Том Вудби
- Мишель Джойнер — Дженни
- Уильям Атертон — Артур
- Лиза Айкхорн — Морин
- Венди Дж Кук — Ева
- Скотт Полин — Мартин Лауп
- Дженнифер Барлоу — Сара
- Дэн Лигант — доктор Фрэнсис Лидерман, шериф
- Уильям Мартин Бреннан — Блуи
- Том Симкокс — Билл Хорн
- Брюс М. Фишер — Нигол Колочез (в титрах — Брюс Дисчер)
- Стив Ривис — индейское дитя

## Съёмочная группа
- Режиссёр: Уэйн Коу
- Продюсер: Ричард Хан
- Сценарист: Уэйн Коу
- Оператор: Януш Каминский
- Композитор: Стив Данц